# Cabeça Fundão
Cabeça Fundão (crioll capverdià Kabesa Fundãu) és una vila al sud de l'illa de Fogo a l'arxipèlag de Cap Verd. Està situada 16 kilòmetres a l'est de São Filipe.